# Ujazdówek (województwo mazowieckie)
Ujazdówek – wieś sołecka, położona w Polsce, w województwie mazowieckim, w powiecie ciechanowskim, w gminie Ciechanów.
W latach 1975–1998 miejscowość należała administracyjnie do województwa ciechanowskiego.